# Carretera general 2
Die CG 2 (katalanisch carretera general) ist die längste Hauptverbindungsstraße in Andorra. Sie ist 32,1 Kilometer lang und verbindet Andorra la Vella mit Escaldes, Encamp, Canillo und der französischen Grenze. Die 1933 eröffnete Straße stellt die einzige Hauptverbindung des Staates in Richtung Frankreich dar, seit 2002 steht zusätzlich zur Route über den Port d’Envalira-Pass der Tùnel d’Envalìra zur Verfügung. Der mautpflichtige Tunnel verkürzt die Reiseroute um sechs Kilometer, ist allerdings nicht Teil der CG 2. Von 1960 bis 1994 trug die Straße die Nummer N-2.

## Galerie

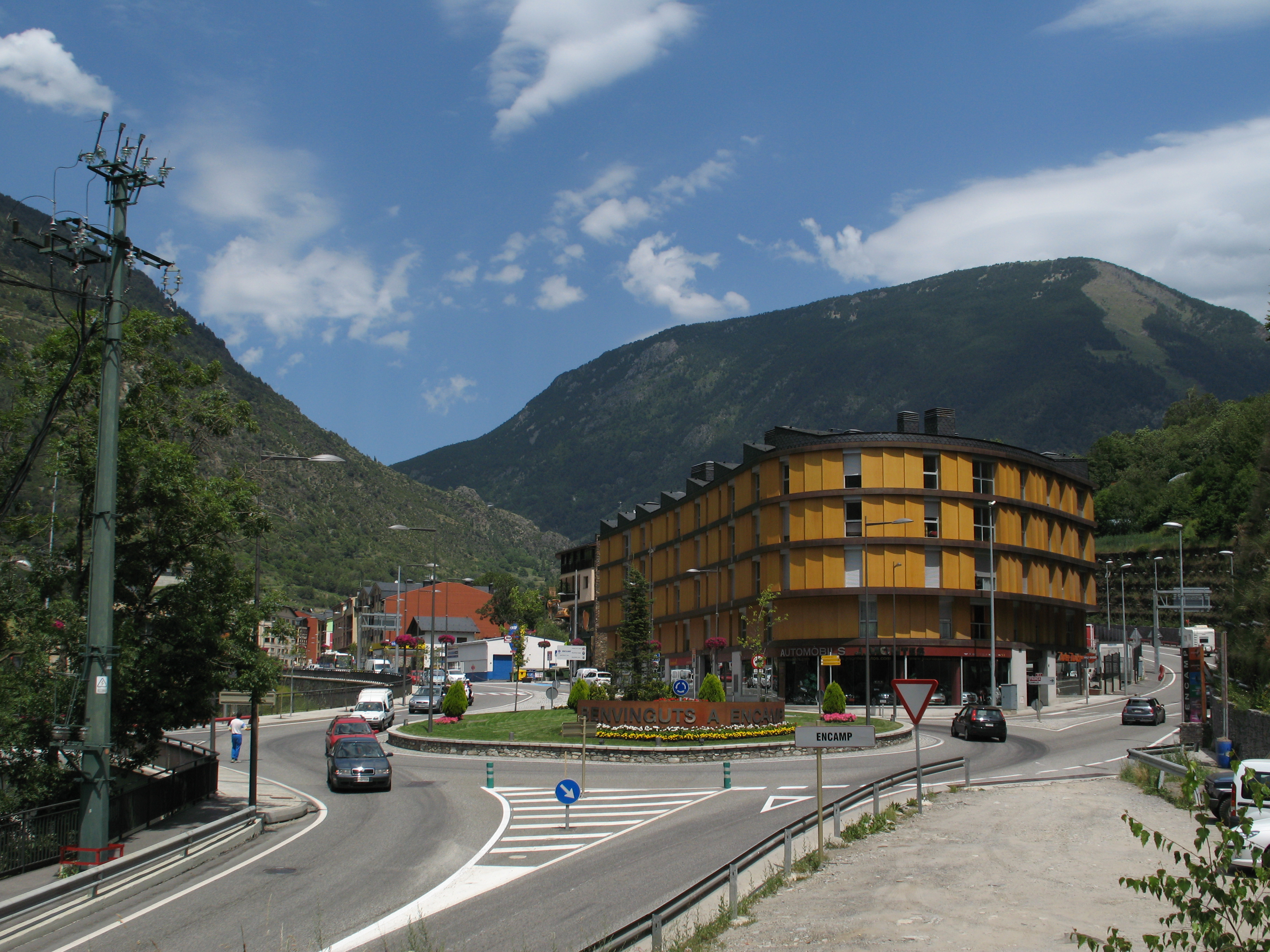
Die CG 2 in Encamp
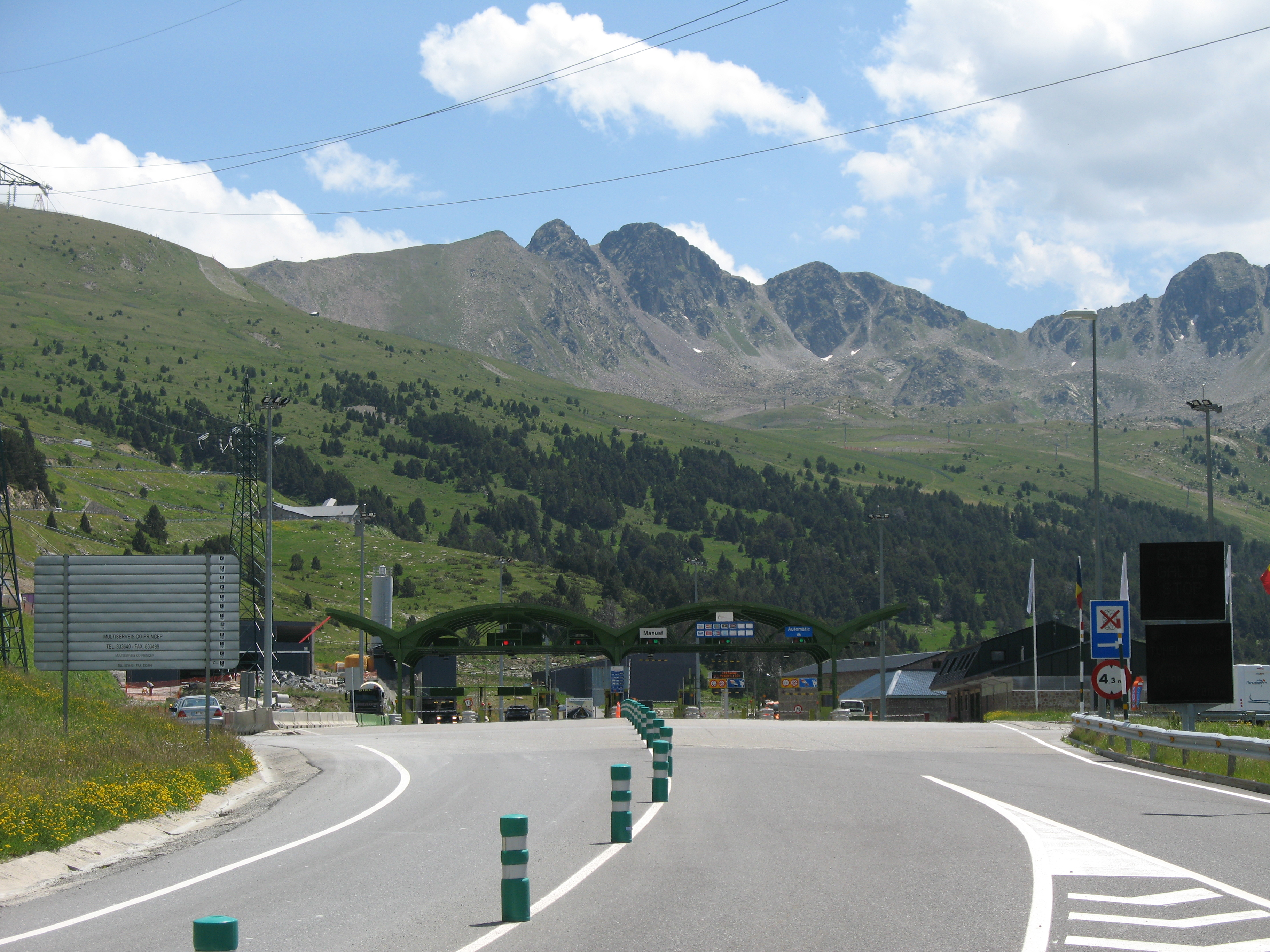
Das nördliche Portal des Tùnel d’Envalìra
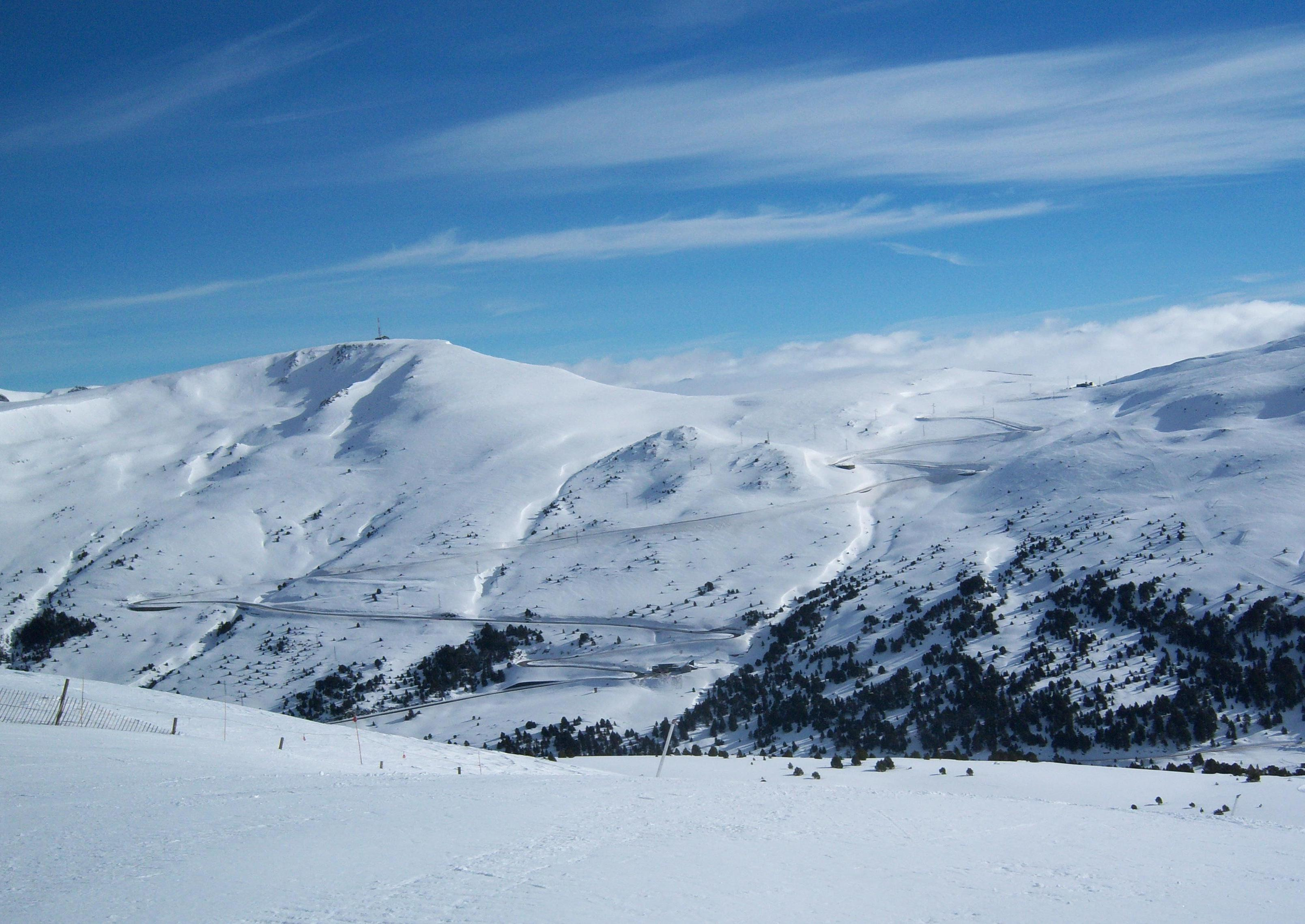
Der Port d’Envalira im Winter
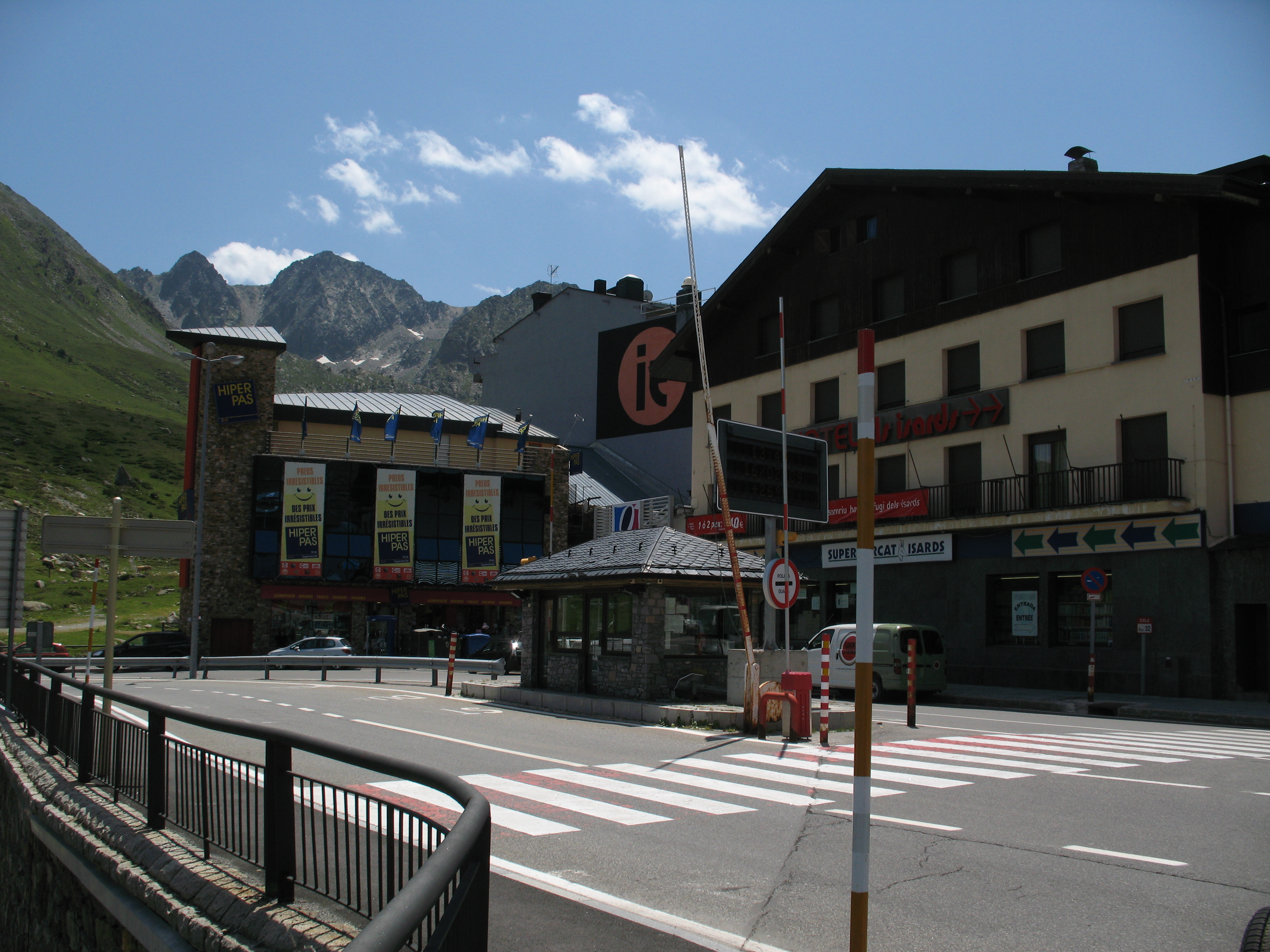
In Pas de la Casa